# ایست نو مارکیت (مریلند)
ایست نو مارکیت (به انگلیسی: East New Market) شهری در ایالت مریلند کشور ایالات متحده آمریکا است که جمعیت آن در سرشماری سال ۲۰۱۰ میلادی، ۴۰۰ نفر بوده‌است.